# Saturnalia tupiniquim
Saturnalia tupiniquim es la única especie conocida del género extinto Saturnalia (en latín “Navidad”) de dinosaurio saurisquio guaibasáurido que vivió a finales del período Triásico, hace aproximadamente 233 millones de años, en el Carniense, en lo que hoy es Sudamérica.

## Descripción

Comparación de tamaño entre un ser humano y Saturnalia.

Saturnalia fue un pequeño dinosaurio primitivo de solo 1.50 metros de largo, 50 centímetros de alto y un peso de 10 kilogramos. Era un animal grácil de contextura delgada y largos miembros, por lo que debió ser un veloz y ágil dinosaurio herbívoro.

## Descubrimiento e investigación
El holotipo es un bien preservado ejemplar semi-articulado, muy completo, que presenta casi toda la serie de vértebras pre-sacras, parrilla costal, húmero derecho, ulna derecha parcial, pelvis de ambos lados con el sacro, fémur izquierdo y el miembro superior derecho casi completo. Los otros dos ejemplares incluyen ramas de la mandíbula con dientes y material post-craneal. Es uno de los más antiguos dinosaurios conocidos, equivalente a los más antiguos del noroeste argentino, fue encontrado en un lecho de sedimentos rojos de la Formación Santa María, del Carniense, en el geoparque Paleorrota, en el Estado de Rio Grande do Sul, Brasil, en el mismo lugar se encontraron un cinodonto Gomphodontosuchus y el arcosaurio Hoplitosuchus. Fue descrito por Langer, Abdala, Richter y Benton, en 1999.
Saturnalia fue nombrada originalmente sobre la base de tres esqueletos parciales. El holotipo , MCP 3844-PV, un esqueleto postcraneal semiarticulado bien conservado , fue descubierto a mediados del verano en Sanga da Alemoa, Rio Grande do Sul, Brasil, en el geoparque de Paleorrota. Los dos paratipos son MCP 3845-PV, esqueleto parcial que incluye un molde natural de mandíbula parcial con dientes y algunos restos poscraneales, y MCP 3846-PV, esqueleto parcial que incluye restos poscraneales. Todos los especímenes fueron recolectados en la localidad "Wald-Sanga", también conocida como "Sanga do Mato", del Miembro Alemoa de la Formación Santa Maria, Grupo Rosário do Sul, que data de la etapa de fauna carniana del Triásico Tardío temprano , hace unos 228  millones de años . Se ha especulado que un fémur parcial de la Formación Carnian Pebbly Arkose de Zimbabue pertenece al género. Es uno de los dinosaurios verdaderos más antiguos que se han encontrado hasta ahora. Una datación U-Pb, desintegración del uranio, encontró que la Formación Santa María databa de hace unos 233,23 millones de años, lo que la sitúa 1,5 millones de años más antigua que la Formación Ischigualasto y haciendo que las dos formaciones sean aproximadamente iguales a las primeras localidades de dinosaurios.

### Etimología
Saturnalia proviene del nombre de las fiestas saturnales, organizadas por los latinos en la antigüedad, que equivalen al actual carnaval, momento del año en que fue encontrado, la especie proviene del guaraní, Tupí, que significa nativo.

## Clasificación

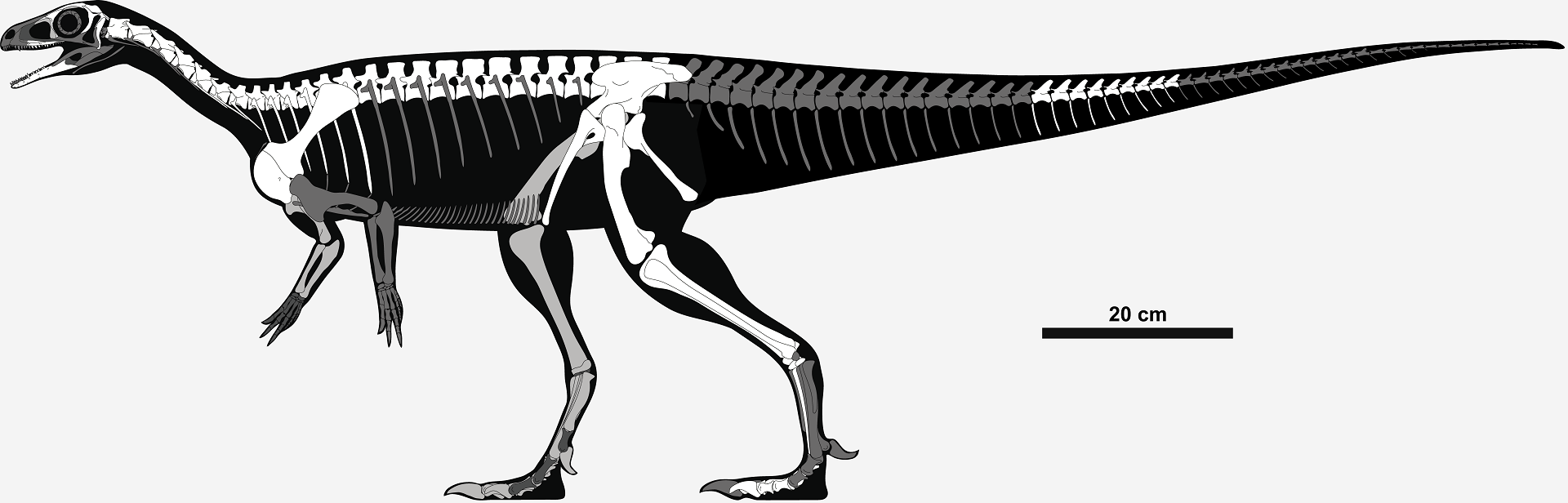
Reconstrucción esquelética que muestra restos conocidos de todos los especímenes referidos.

La naturaleza primitiva de Saturnalia, combinada con la mezcla de características de sauropodomorfos y terópodos, ha hecho difícil su clasificación. Max Cardoso Langer et al., en su descripción de 1999 asignaron al género a Sauropodomorpha. Sin embargo, en un trabajo de 2003, Langer observó que las características de su cráneo y mano eran más similares al grupo hermano de sauropodomorfo, los terópodos y que Saturnalia podría en el mejor de los casos ser considerado un miembro del linaje originario de los sauropodomórfos más que un miembro verdadero de ese grupo.
José Fernando Bonaparte y colaboradores, en un estudio de 2007, encontró que Saturnalia era muy parecido al primitivo saurisquio Guaibasaurus. Bonaparte ubicó a los dos en la misma familia, Guaibasauridae. Tal cual Langer, Bonaparte encontró que estas formas pudieron haber sido sauropodomorfos primitivos, o un grupo cercano del antepasado común de los sauropodomorfo y de los terópodos. Igualmente, Bonaparte encontró igualmente que Saturnalia y Guaibasaurus eran más parecidos a terópodos que a sauropodomorfos. Sin embargo, todos los análisis cladísticos más recientes encontraron que era un sauropodomorfo muy basal, posiblemente Guaibasauridae, ya que se encontró que la familia anidaba en una posición basal dentro de Sauropodomorpha.